# Santa Helena (Paraíba)
Santa Helena is een gemeente in de Braziliaanse deelstaat Paraíba. De gemeente telt 6.198 inwoners (schatting 2009).
De gemeente grenst aan Bom Jesus, São João do Rio do Peixe, Triunfo en Baixio.